# Linzi repülőtér
A Linzi repülőtér (IATA: LNZ, ICAO: LOWL) egy nemzetközi repülőtér Felső-Ausztriában, az ausztriai Linz közelében.

## Megközelítése
Autóval a B1 és A1 autópályákon át, vonattal pedig a Westbahn nevű vasútvonalon Linz vagy Wels irányából Bahnof Hörsching állomásig (S1, S2 S-Bahnnal vagy REX-szel), majd onnan az ingyenes shuttle reptéri busszal.

## Légitársaságok és úticélok
| Légitársaság             | Célállomások                                                        |
| ------------------------ | ------------------------------------------------------------------- |
| Air Cairo                | Szezonális charter: Hurghada, Marsa Alam                            |
| Air Dolomiti             | Frankfurt                                                           |
| Austrian Airlines        | Düsseldorf Szezonális charter: Chania, Karpathos, Rhodes, Zakynthos |
| Bulgarian Air Charter    | Szezonális charter: Burgas, Corfu, Heraklion, Kos, Rhodes           |
| Corendon Airlines        | Szezonális: Antalya                                                 |
| Corendon Airlines Europe | Szezonális: Heraklion, Hurghada, Rhodes                             |
| Czech Airlines           | Szezonális charter: Brač                                            |
| Eurowings                | Szezonális: Palma de Mallorca                                       |
| FlyEgypt                 | Szezonális charter: Hurghada                                        |
| Lufthansa                | Frankfurt                                                           |
| Pegasus Airlines         | Szezonális charter: Antalya                                         |

## Forgalom
A repülőtér utasforgalma alapján az ötödik a hat legforgalmasabb osztrák repülőtér közül.
| Év   | Utasok  | Gépmozgás | Teherforgalom (tonna) | Teljes teherforgalom (tartalmazza a közúti forgalmat is, tonna) |
| ---- | ------- | --------- | --------------------- | --------------------------------------------------------------- |
| 2005 | 726 529 | 13 955    | 0384                  | 31 829                                                          |
| 2006 | 762 094 | 12 705    | 0404                  | 33 862                                                          |
| 2007 | 773 114 | 14 282    | 1 505                 | 34 661                                                          |
| 2008 | 803 163 | 15 674    | 5 181                 | 36 540                                                          |
| 2009 | 682 945 | 13 881    | 5 709                 | 33 325                                                          |
| 2010 | 692 039 | 13 688    | 6 558 w/o             | 44 809                                                          |
| 2011 | 679 220 | 10 669    | 8 341 w/o             | 47 341                                                          |
| 2012 | 623 385 | 10 894    | 8 283 w/o             | 42 974                                                          |
| 2013 | 549 961 | 10 227    | 9 531 w/o             | 42 987                                                          |
| 2014 | 561 295 | 10 433    | 10 994 w/o            | 44 414                                                          |
| 2015 | 529 785 | 8 365     | 10 329 w/o            | 45 985                                                          |
| 2016 | 435 468 | 10 433    | 10 994 w/o            | 44 881                                                          |
| 2017 | 402 007 | 6 890     | 10 255 w/o            | 53 976                                                          |

## Képgaléria

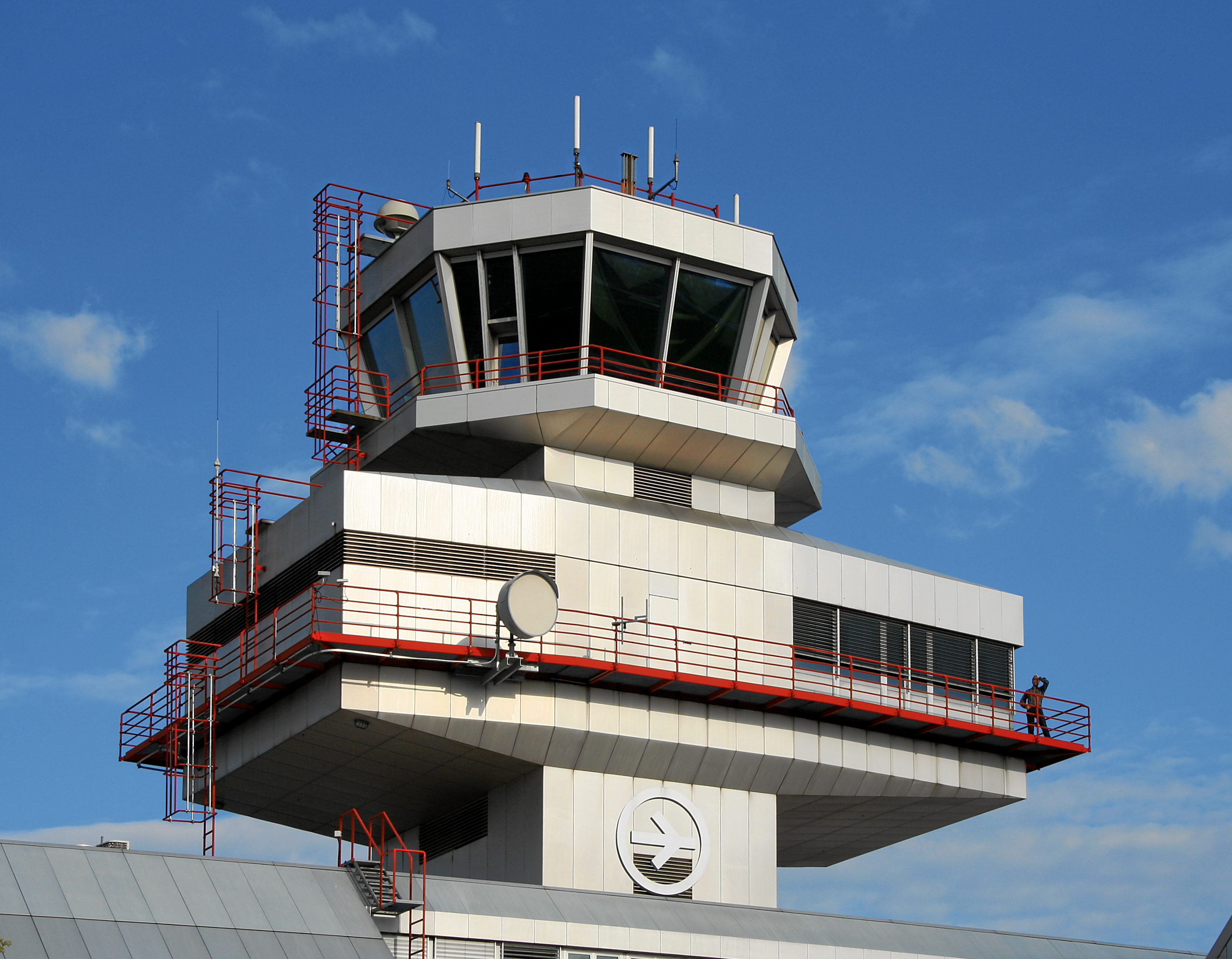
A repülőtér irányítótornya
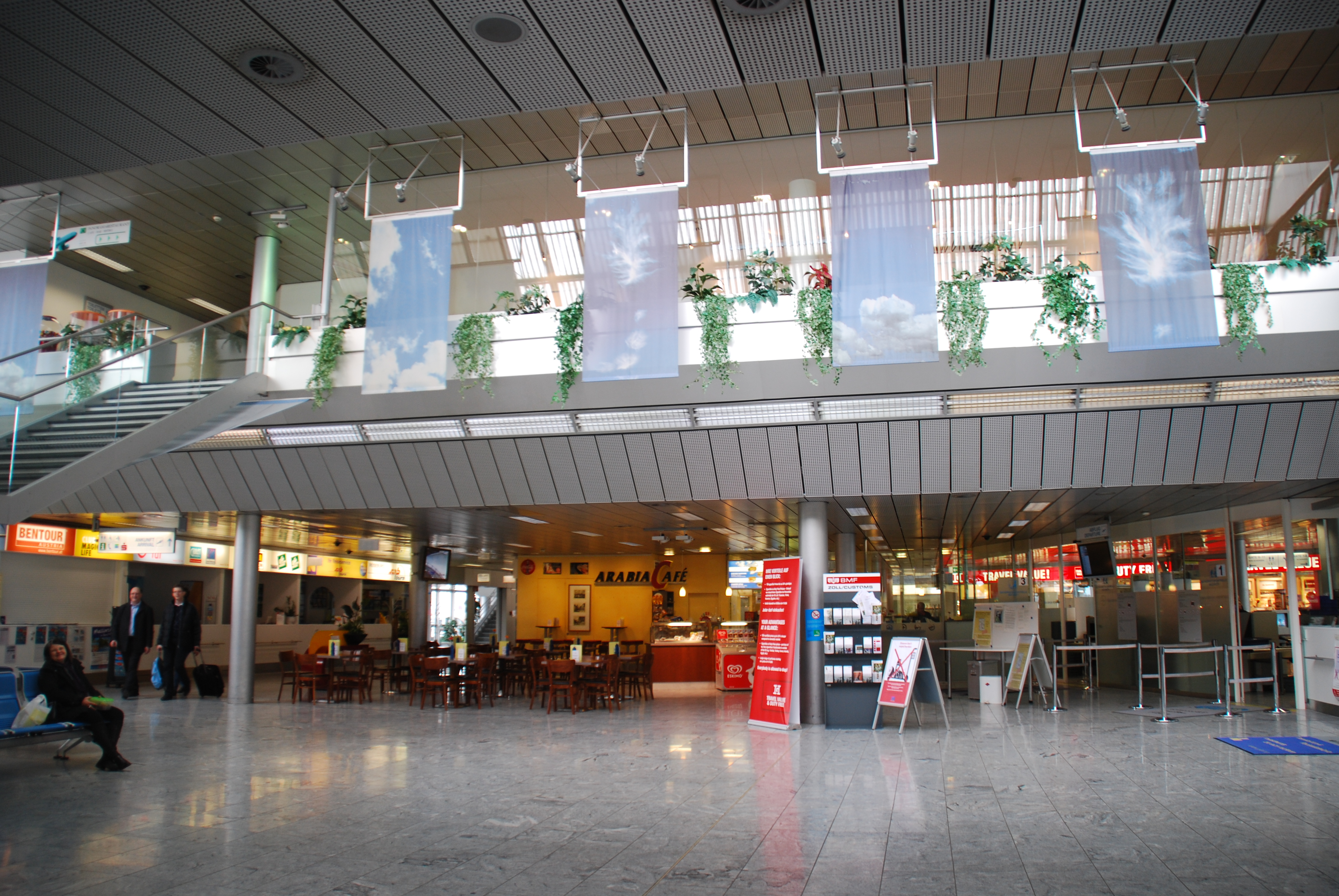
Az utasforgalmi rész
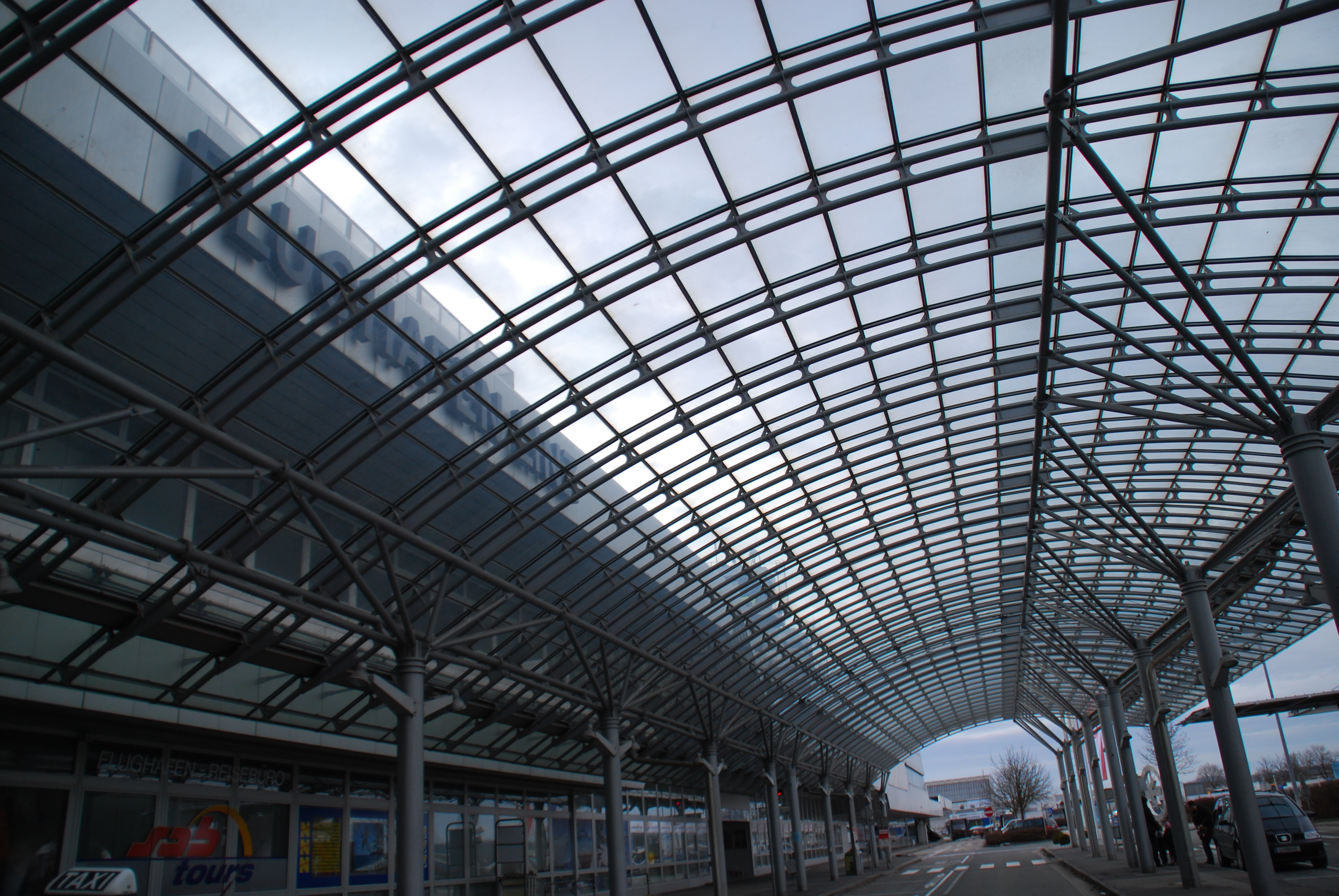
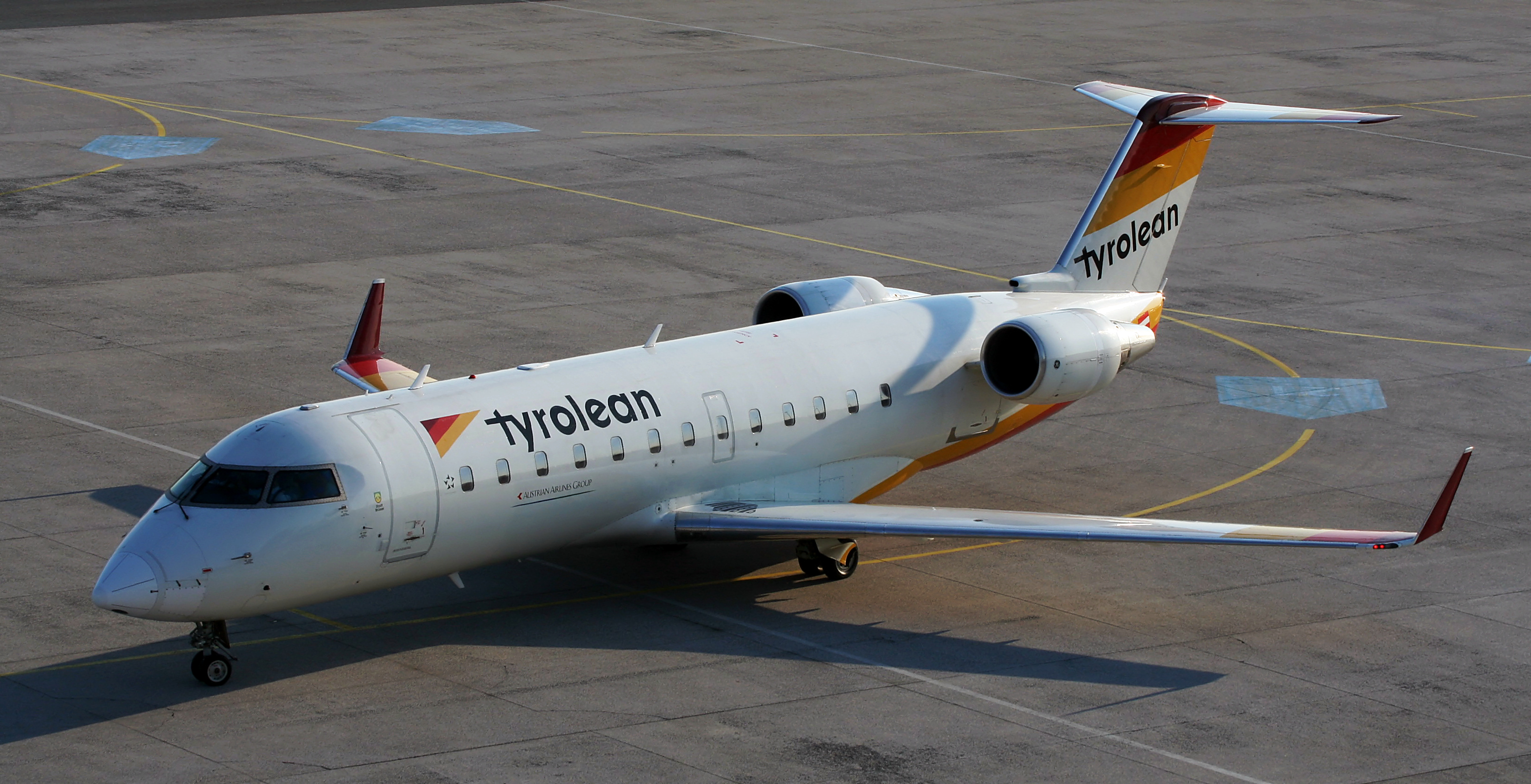
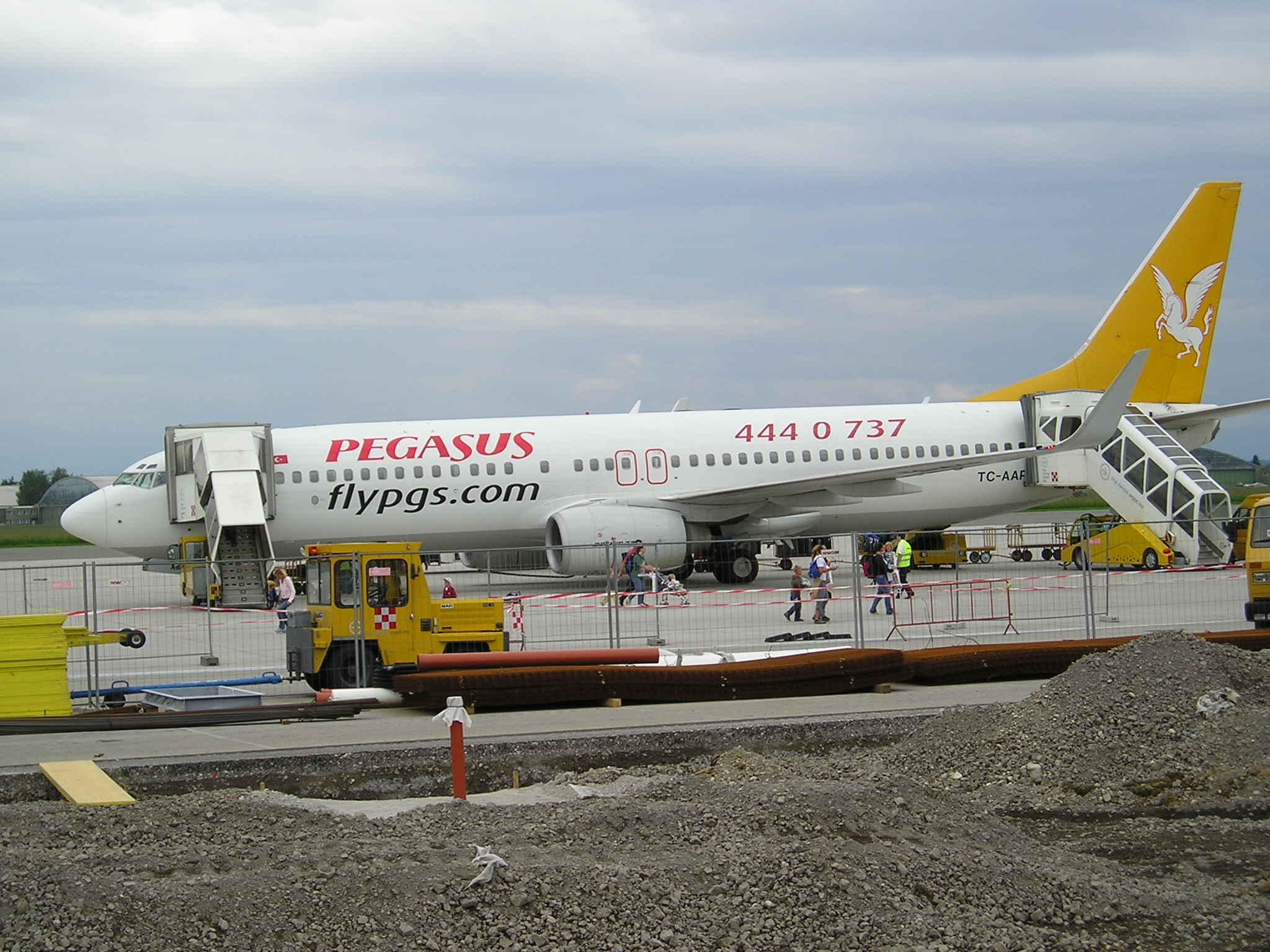
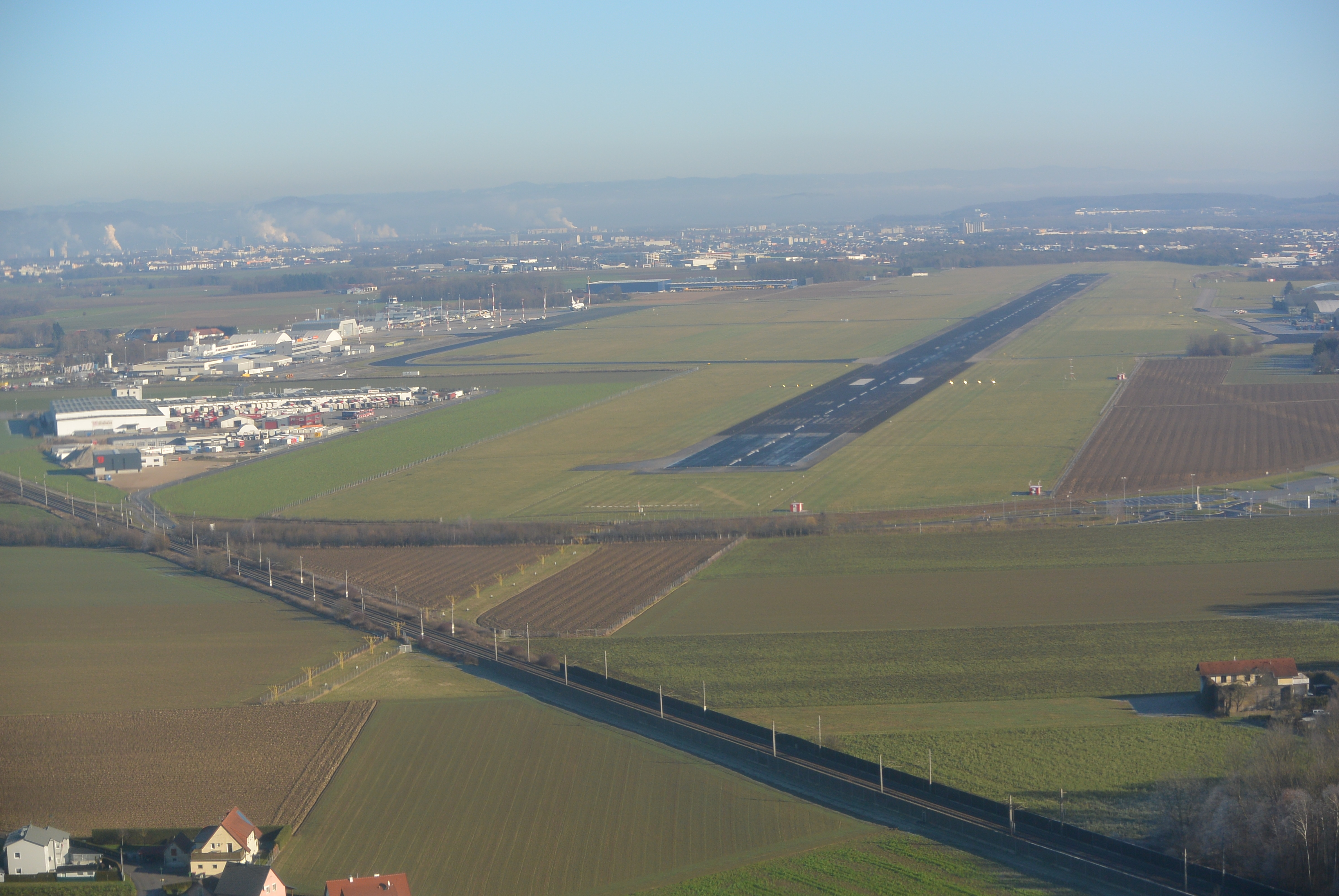
A kifutópálya, előtte a Westbahn nevű vasútvonal fut